# Platanthera densa
Platanthera densa là một loài thực vật có hoa trong họ Lan. Loài này được Freyn miêu tả khoa học đầu tiên năm 1896.